# 設福德
設福德（英語：Shefford）是英國的一個城市和民政教區，位於貝德福德郡的中央貝德福德郡區。2001年，設福德有人口4,928人。2007年增加至5,770人。

## 外部連結
- Shefford Town Council website （页面存档备份，存于）
- Shefford pages at the Bedfordshire and Luton Archives and Records Service
- Shefford Community Hub[]